# Eduard von Martens

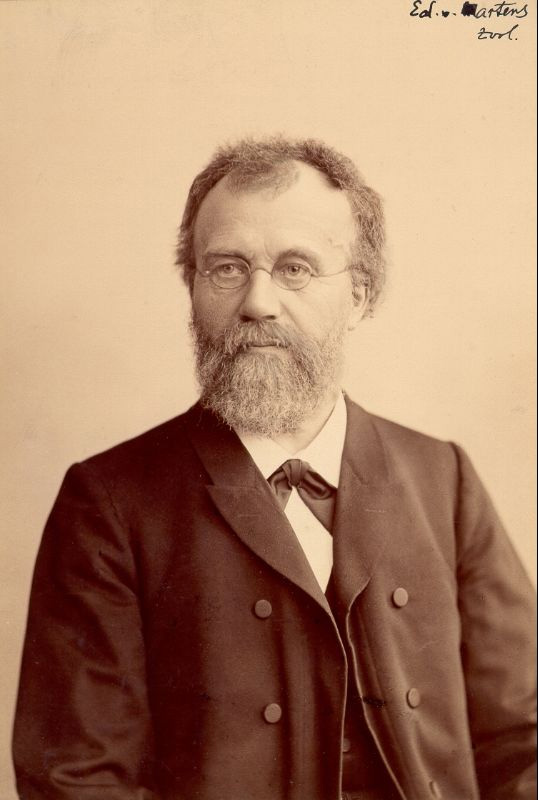
Eduard von Martens, Porträt von Wilhelm Höffert.

Carl Eduard von Martens (* 18. April 1831 in Stuttgart; † 14. August 1904 in Berlin) war ein deutscher Zoologe, insbesondere Malakologe (Weichtierkundler).

## Leben
Martens war der Sohn des Zoologen Georg von Martens. Er studierte an den Universitäten in Tübingen, Stuttgart und München. Im Jahre 1860 nahm er an einer Expedition nach Ostasien als verantwortlicher Zoologe teil. Nach Beendigung der Expedition im Jahre 1862 unternahm von Martens eine anschließende Reise durch den Indomalaiischen Archipel für den Zeitraum von weiteren 15 Monaten. Am 10. April 1874 wurden von Martens sowie sein Kollege Carl Eduard Adolph Gerstäcker vom deutschen Kaiser und preußischen König zu „außerordentlichen Professoren an der Universität zu Berlin ernannt“.
Bis zu seinem Tode im Jahre 1904 arbeitete von Martens am Zoologischen Museum Berlin als Kurator der malakologischen Sammlung sowie der Sammlung für marine Invertebraten und zuletzt als zweiter Direktor des Museums.
Martens beschrieb 155 neue Gattungen, davon 150 neue Gattungen der Mollusken und ungefähr 1.800 neue Arten einschließlich von ca. 1.680 Molluskenarten, 39 Crustaceenarten und 50 Echinodermen. Im Jahr 1874 wurde er zum Mitglied der Leopoldina gewählt. Im Dezember 1885 wurde er als korrespondierendes Mitglied in die Russische Akademie der Wissenschaften in Sankt Petersburg aufgenommen. Martens gehörte zu den Hauptmitarbeitern der Encyclopädie Naturwissenschaften und redigierte von 1881 bis 1885 das Archiv für Naturgeschichte.

## Schriften
- 1860. Die Heliceen, nach natürlicher Verwandtschaft systematisch geordnet von J. Chr. Albers, Wilhelm Engelmann, Leipzig (mit J. Chr. Albers)
- 1860. On the Mollusca of Siam. Proceedings of the Zoological Society of London 1860,6-18
- 1863. Über seine Reise quer durch Sumatra im Jahre 1862. Zeitschrift für Allgemeine Erdkunde 15,551
- 1864. Über seine Reisen im ostindischen Archipel im Jahre 1862. Zeitschrift für Allgemeine Erdkunde 16,463
- 1865. On the Australien species of Paludina. The Annals and Magazine of Natural History, ser.3 16,255-256
- 1865. Descriptions of the new species of shells. The Annals and Magazine of Natural History, ser.3 16,428-432
- 1866. Conchological Gleanings. II. On some species of Assiminea. The Annals and Magazine of Natural History, ser.3 17,202-207
- 1867. Conchological Gleanings. VI. On the species of Argonauta. The Annals and Magazine of Natural History, ser.3 20,103-106
- 1866. Verzeichnis der von Dr. E. Schweinfurth im Sommer 1864 auf seiner Reise am rothen Meere gesammelten und nach Berlin eingesendeten zoologischen Gegenstände. Abhandlungen der kaiserlich-königlichen zoologisch-botanischen Gesellschaft in Wien 16,377-382
- 1866. Genus. Lanistes Montfort. In: Novitates Conchologicae. Series Prima. Mollusca extramarina. Beschreibung und Abbildung neuer oder kritischer Land- und Süßwassermollusken., vol. 2 Pfeiffer, K. ed.,285-295
- 1867/76. Die Preussische Expedition nach Ost-Asien. Nach amtlichen Quellen. Zoologischer Theil. Königliche Geheime Ober-Hofbuchdruckerei, Berlin
  - 1876. Erster Band. (Digitalisat und Volltext im Deutschen Textarchiv).
  - 1867. Zweiter Band. (Digitalisat und Volltext im Deutschen Textarchiv).
- 1868. Description of a new species. In: Novitates Conchologicae. Series Prima. Mollusca extramarina. Beschreibung und Abbildung neuer oder kritischer Land- und Süßwassermollusken., vol. 3 Pfeiffer, K. ed.,381
- 1869. Mollusken. In: Baron Carl Claus von der Decken's Reisen in Ost-Afrika in den Jahren 1859–1865, vol. 3 Wissenschaftliche Ergebnisse, Part 1, Säugethiere, Vögel, Amphibien, Crustaceen, Mollusken und Echinodermen Kersten, O. ed.,53-66
- 1869. Uebersicht der Land- und Süsswassermollusken der ostafrikanischen Küste von Cap Guardafui bis Port Natal nebst nächstliegenden Inseln. In: Baron Carl Claus von der Decken's Reisen in Ost-Afrika in den Jahren 1859–1865, vol. 3 Wissenschaftliche Ergebnisse, Part 1, Säugethiere, Vögel, Amphibien, Crustaceen, Mollusken und Echinodermen Kersten, O. ed.,148-160
- 1871. Donum Bismarckianum. Eine Sammlung von Südsee-Conchylien, Ferdinand Berggold, Berlin (mit B. Langkavel)
- 1873. Description of a new species. In: Catalogue of the marine Mollusca of New Zealand, with diagnoses of the species, vol. Hutton, F.W. ed.
- 1873. Critical list of the Mollusca of New Zealand contained in European collections, with references to descriptions and synonyms, Government printer, Wellington
- 1873. Die Binnenmollusken Venezuela's. In: Festschrift zur Feier des hundertjährigen Bestehens der Gesellschaft naturforschender Freunde zu Berlin, vol. Reichert, K.B. ed.,157-225
- 1873. Sopra alcuni molluschi terrestri di Malta. Bullettino Malacologico Italiano 6,26-29
- 1874. Sliznyaki Mollusca. In: Reise in Turkestan von Alexis Fedtschenkow. Auf Veranlassung des General-Gouverneurs von Turestan. General Kaufmann Gesellschaft der Freunde der Naturwissenschaften in Moskau ed., vol. 2 Zoologischer Theil 1 Fedchencko, A.P. ed.
- 1874. Ueber vorderasiatische Conchylien, nach den Sammlungen des Prof. Hausknecht. In: Novitates Conchologicae. Series Prima. Mollusca extramarina. Beschreibung und Abbildung neuer oder kritischer Land- und Süßwassermollusken., vol. 5 Pfeiffer, K. ed.
- 1875. Die Gattung Neritina. In: Systematisches Conchylien-Cabinet von Martini und Chemnitz, vol. 2,1-64
- 1875. List of land and freshwater shells collected by Mr. Osbert Salvin in Guatemala in 1873–1874. Proceedings of the Zoological Society of London 1875,647-649
- 1876. Description of nonmarine Mollusca. In: Novitates Conchologicae. Series Prima. Mollusca extramarina. Beschreibung und Abbildung neuer oder kritischer Land- und Süßwassermollusken. vol. 4 Pfeiffer, K. ed.,145-171
- 1876. Die Bulimus-Arten aus der Gruppe Borus. In: Novitates Conchologicae. Series Prima. Mollusca extramarina. Beschreibung und Abbildung neuer oder kritischer Land- und Süßwassermollusken., vol. 5 Pfeiffer, K. ed.,1-26
- 1877. Die Gattung Neritina. In: Systematisches Conchylien-Cabinet von Martini und Chemnitz, vol. 2,65-144
- 1877. Description of nonmarine Mollusca. In: Novitates Conchologicae. Series Prima. Mollusca extramarina. Beschreibung und Abbildung neuer oder kritischer Land- und Süßwassermollusken. vol. 5 Pfeiffer, K. ed.,29-38
- 1878. Die Gattung Neritiana. In. Novitates Conchologicae. Series Prima. Mollusca extramarina. Beschreibung und Abbildung neuer oder kritischer Land- und Süßwassermollusken., vol. 2 Pfeiffer, K. ed.,145-208
- 1878. Kaukasische Conchylien. In: Naturwissenschaftliche Beiträge zur Kenntnis der Kaukasusländer, auf Grund seiner Sammelbeute, Schneider, O. ed.,11-34
- 1879. Descriptions of nonmarine Mollusca. In: Novitates Conchologicae. Series Prima. Mollusca extramarina. Beschreibung und Abbildung neuer oder kritischer Land- und Süßwassermollusken. vol. 5 Pfeiffer, K. ed.,175-197
- 1880. Mollusken. In: Beiträge zur Meeresfauna der Insel Mauritius und der Seychellen, vol. Möbius, K. ed.,181-352
- 1880. Aufzählung der von Dr. Alexander Brandt in Russisch-Armenien gesammelten Mollusken. Mélanges Biologiques 10,379-400
- 1880. Aufzählung der von Dr. Alexander Brandt in Russisch-Armenien gesammelten Mollusken. Bulletin de L'Académie Impériale des Sciences de St. Pétersbourg 26,142-158
- 1882. Über centralasiatische Mollusken. Mémoires de l'Académie impériale des Sciences de St.-Pétersbourg Classe physico- mathématique 30,1-65
- 1883. Description of two species of land shells from Porto Rico. Annals of the New York Academy of Sciences 2,370-371
- 1886. Mollusca. In: M.M. Schepman, Systematische lijst, met beschrijving der nieuwe soorten. In. Midden-Sumatra. Reizen en onderzoekingen der Sumatra-Expeditie … Deel IV Natuurlijke Historie, I Fauna, 3, vol. 3 Veth, P.J. ed.,5-18
- 1886. Die Mollusken von Süd-Georgien nach der Ausbeute der Deutschen Station 1882-83. Jahrbuch der Hamburgischen Wissenschaftlichen Anstalten 3,63-135 (mit G. Pfeffer)
- 1887. List of the Shells of Mergui and its Archipelago, collected for the Trustees of the Indian Museum, Calcutta, by Dr. John Anderson, F.R.S., Superintendent of the Museum. Journal of the Linnean Society of London Zoology 21,155-219
- 1889. Description of new species of Athoracophorus from New Zealand. In H. Simroth, Beiträge zur Kenntniss der Nacktschnecken. Nova Acta Academiae Caesareae Leopoldino-Carolinae Germanicae Naturae Curiosorum 54,1-91
- 1890–1901. Land and freshwater Mollusca. In. Biologia Centrali-Americana, vol. Godman, F.D. & Salvin, O. ed.
- 1891. Landschnecken des Indischen Archipels. In: Ergebnisse einer Reise in Niederländisch Ost-Indien, vol. Weber, M. ed.,209-263
- 1894. Mollusken. In. Zoologische Forschungsreisen in Australien und dem malayischen Archipel, ser. Denkschriften der medicinisch-naturwissenschaftlichen Gesellschaft zu Jena, 8, vol. 5 Semon, R. ed.,83-96
- 1895. Esplorazione del Giuba e dei Suoi Affluenti compiuta dal Cap. V. Bottego durante gli anni 1892-93 sotto gli auspicii della Società Geografica Italiana. Risultati Zoologici. IV. Molluschi terrestri e d'aqua dolce. Annali del Museo civico di storia naturale di Genova 35,63-66
- 1897. Süss- und Brackwasser Mollusken des Indischen Archipels. In. Zoologische Ergebnisse einer Reise in Niederländisch Ost-Indien, vol. 4 Weber, M. ed.,1-331
- 1897. Beschalte Weichthiere Deutsch-Ost-Afrikas. In: Deutsch-Ost-Afrika, vol. 4 Stuhlmann, F. ed.
- 1898. Land- und Süsswasser-Mollusken der Seychellen nach den Sammlungen von Dr. Aug. Brauer. Mitteilungen aus der Zoologischen Sammlung des Museums für Naturkunde in Berlin 1,1-94
- 1899. Mollusca. In: Symbolae Physicae sei icones adhuc ineditae corporum naturalium novorum aut minus cognitorum quae ex per Libyam …. Zoologica Carlgren. F., Hilgendorf, F., Martens, E.v., Matschie, P., Tornier, G. & Weltner, W. ed.,11-12
- 1904. Die beschalten Gastropoden der deutschen Tiefsee-Expedition, 1898–1899. In. A. Systematisch-geographischer Theil., vol. 7 Wissenschaftliche Ergebnisse der deutschen Tiefsee-Expedition auf dem Dampfer „Valdivia“ 1898–1899,1-146
- 1904. Anhang VII. Mollusken. In. Die Kalahari. Versuch einer physisch-geographischen Darstellung der Sandfelder des südafrikanischen Beckens Passarge, S. ed.,754-759
- 1905. Koreanische Süsswasser-Mollusken. Zoologische Jahrbücher 8,23-70
- 1908. Beschreibung einiger im östlichen Borneo von Dr. Martin Schmidt gesammelten Land- und Süsswasser-Conchylien. Mitteilungen aus dem Zoologischen Museum in Berlin 4,249-292 (mit J. Thiele)